# Celonites yemenensis
Celonites yemenensis (лат.) — вид цветочных ос рода Celonites семейства Vespidae (Masarinae). Северная Африка (Эфиопия) и Западная Азия (Йемен, Саудовская Аравия, ОАЭ). В пустынях эмирата Дубая (Dubai Desert Conservation Reserve, ОАЭ) отмечены около растений Zygophyllum qatarense и Heliotropium kotschyi (Boraginaceae).
Подвиды:
- Celonites yemenensis yemenensis Giordani Soika, 1957
- Celonites yemenensis ethiopicus Richards, 1962 (Эфиопия)